# Hubert Winkels
Hubert Winkels (Dormagen, 13 maggio 1955) è un giornalista e critico letterario tedesco.

## Biografia
Hubert Winkels studiò tedesco e filosofia e conseguì un dottorato con la dissertazione intitolata Einschnitte zur Literatur der 80er Jahre (Tagli alla letteratura degli anni '80), pubblicata nel '91. Dal 1982 al 1985 ha collaborato a varie riviste, finché non divenne un professionista freelance. Nel 1986, ha pubblicato la raccolta di racconti Ausnahmezustand : Erzählungen (Stato di eccezione: storie) con la casa editrice Kiepenheuer & Witsch. Nel 1997 Winkels è stato nominato redattore letterario della redazione di Büchermarkt (Mercato del libro), programma in onda nella radio Deutschlandfunk di cui poi è divenuto co-conduttore. Nello stesso periodo, regolarmente fatto uscire in stampa le proprie critiche letterarie sul settimanale Die Zeit di cui era un collaboratore freelance. È stato professore ospite di letteratura e media a Essen (1998) e di critica letteraria all'Università di Gottinga (nell'anno accademico 1999/2000 e nel 2004).
Hubert Winkels è il padre dell'autore Leander Winkels.
Dal 2010 al 2020, Hubert Winkels è stato giurato del Premio Ingeborg Bachmann e, dal 2015, ne è il presidente. Membro del PEN-Zentrum Deutschland, al 2024 è uno dei giurati del Premio per la pace Erich Maria Remarque.